# Hemithea elaeopis
Hemithea elaeopis är en fjärilsart som beskrevs av Louis Beethoven Prout 1933. Hemithea elaeopis ingår i släktet Hemithea och familjen mätare. Inga underarter finns listade i Catalogue of Life.